# Giovanni Ambrogio Marini
Giovanni Ambrogio Marini, citato anche come Giovanni Ambrosio Marini o De Marini (Venezia, 17 giugno 1596 – Genova, 26 giugno 1668), è stato uno scrittore italiano.

## Biografia

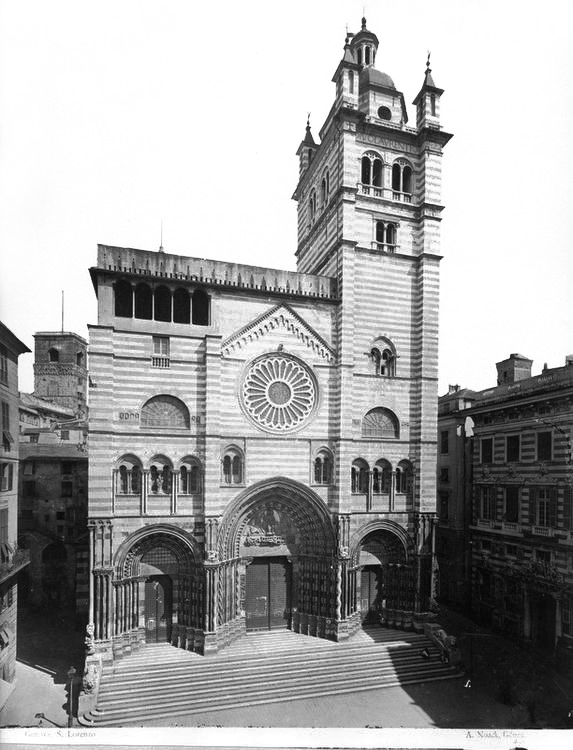
Genova: la cattedrale di San Lorenzo in una foto ottocentesca.

Figlio di Giovanni Ambrosio (o Ambrogio) De Marini, procuratore e senatore della Repubblica genovese e di una ignota nobildonna veneziana, dopo il 1606, insieme con il fratello minore Marino, frequentò a Parma il collegio dei Nobili, rinomato istituto dei gesuiti. Morto il padre nel 1612, due anni dopo si laureò, sempre a Parma, in filosofia. Tornato a Genova nel 1617, e avendo presa la decisione di frasi prete, consegnò una procura al fratello per l'amministrazione dei beni paterni ricevuti in eredità. La situazione economica,  divenuta precaria per l'esosità delle tasse di successione e le scarse rendite di alcuni possedimenti, costrinsero Giovanni e Marino ad alienare alcune proprietà. Nonostante la svendita, la situazione peggiorò a tal punto che il fratello Marino, pressato dai creditori, fu costretto a lasciare Genova per rifugiarsi a Madrid e poi a Bruxelles ove rimase sino al 1663 quando poté rientrare nella città natale, grazie a un salvacondotto procuratogli da Giovanni. Non abbiamo, oltre questo periodo, altre notizie biografiche.
Morì a settantadue anni a Genova e fu sepolto nella cattedrale cittadina di San Lorenzo.

### La produzione letteraria
L'opera più nota di Marini è il Calloandro, romanzo che riprende la tradizione cavalleresca del secolo precedente e narra le vicende di un principe di Costantinopoli (Calloandro appunto) e della sua amata Leonilda. L'opera, stampata inizialmente a Bracciano negli anni 1640-41, e firmata con uno pseudonimo, anagramma del suo vero nome, verrà poi ristampata a Venezia, a Genova e, nella versione definitiva, a Roma nel 1653. Lodato dai critici del suo tempo, stampato più volte (recentemente nel 2011 per l'Edizioni dell'Orso) tradotto in francese e tedesco, edito anche in Polonia e in Svezia, il Calloandro fu poi giudicato negativamente dalla critica settecentesca come un tipico prodotto del gusto barocco. Il Marini preparò anche una versione teatrale del testo, edita nel 1656 a Venezia, col titolo Il Calloandro fedele, tragicomedia.
Marini, dopo il Calloandro, scrisse altri due romanzi: Le gare de’ disperati (1644), riprodotto più volte in Italia e all'estero e Nuovi scherzi di fortuna à prò dell'innocenza (1656). Oltre alla produzione romanzesca fu autore anche di opere minori a carattere devozionale, che sembrano ripudiare le tematiche precedenti.

## Opere
- Il Calloandro di Gio. Maria Indris boemo. Traslato di tedesco in italiano da Giramo Bisii romano, 2 voll., in Bracciano, per Andrea Fei, ad instanza di Filippo de' Rossi, 1640-1641. Edizione recente: Giovan Ambrogio Marini, Il Calloandro fedele, a cura di Anna Maria Pedullà, Alessandria, Edizioni dell'Orso, 2011. ISBN 978-88-6274-288-7.
- L'endimiro di Dario Grisimani olim Gio. Maria Indris. Seguita il Calloandro .., In Venetia, per li Turrini, 1641.
- Le gare de' disperati. Historia favoleggiata da Gio. Ambrosio Marini, in Milano, a spese di Gio. Battista e Giuseppe Corvo, librari in Roma, 1644. Edizione recente: Giovanni Ambrosio Marini, Le Gare de’ Disperati, a c. di L. Manini, Lavis, La Finestra editrice, 2012. ISBN 978-8895925-40-0.
- Il cras, et nunquam moriemur, cioè domani bisogna morire e siamo immortali. Dove si tocca con mano la verità della fede catolica, e dove chiaramente si scorgono le sciocchezze mondane, in Roma, per il Manelfi, ad instanza di Filippo de' Rossi, 1646.
- Il caso non a caso, dove sù gli accidenti umani, s’impara ad intendere il linguaggio divino. Con quattro divote orazioni da recitarsi, secondo la varietà de gli accidenti, in Genova, per Pier Giovanni Calenzani, 1650.
- Le nuove gare de’ disperati… in questa nuova impressione, corretta, migliorata, & anco di avvenimenti notabilmente accresciuta, in Genova, per Benedetto Guasco, 1653.
- Nuovi scherzi di fortuna à prò dell’innocenza, in Genova, per Pietro Giovanni Calenzani, 1656.
- La settimana santa ben avventurosamente sfuggita, in Genova, per Benedetto Guasco, 1657.

### Testi digitalizzati disponibili in rete
- Il Calloandro fedele, vol. 3, Venezia, presso Biasio Maldura, 1677.
- Le gare de’ disperati. Storia favoleggiata, 8ª ed., Venezia, per Gio: Battista Tramontin, 1688.